# Erkki Keldo
Erkki Keldo (ur. 7 listopada 1990 w Jõgevie) – estoński polityk i samorządowiec, poseł do Zgromadzenia Państwowego, od 2024 minister spraw gospodarczych i przemysłu.

## Życiorys
W 2013 ukończył administrację na Uniwersytecie Tallińskim. W 2012 wstąpił do Estońskiej Partii Reform. Był doradcą do spraw kampanii oraz doradcą frakcji deputowanych, przewodniczącym rady młodzieżowej partii, a w latach 2018–2022 sekretarzem generalnym ugrupowania. W 2013 zasiadł w radzie gminy Põltsamaa, w latach 2017–2021 pełnił funkcję jej wiceprzewodniczącego.
W wyborach w 2019 kandydował do Zgromadzenia Państwowego. Objął mandat na początku kadencji w miejsce Urmasa Paeta (który zrezygnował z jego wykonywania). Utrzymał go na kolejną kadencję w 2023.
W lipcu 2024 został powołany na urząd ministra spraw gospodarczych i przemysłu w rządzie Kristena Michala.